# GAZ-AAA
De GAZ-AAA (Russisch: ГАЗ-ААА), ook bekend onder de namen GAZ-3A of GAZ-Timken, was een in de Sovjet-Unie geproduceerde vrachtwagen voor commercieel en militair gebruik. Het voertuig werd in groten getale geproduceerd in de jaren 1934-1943. In totaal zijn er ruim 37.000 exemplaren, in diverse versies, van gefabriceerd.

## Geschiedenis
Eind jaren 20 kregen de Sovjetleiders meer oog voor de ontwikkeling van de auto-industrie. De Opperste Sovjet sloot in 1929 een overeenkomst met de Amerikaanse autoproducent Ford, waarvan productiefaciliteiten werd geïmporteerd en licenties werden overgenomen voor de eerste modellen. De fabriek van GAZ startte in 1929 met de productie. Een van de eerste modellen was de vierwielige GAZ-AA, gebaseerd op de Ford Model AA, waarvan de zeswielige GAZ-AAA een verdere ontwikkeling was. Het belangrijkste verschil tussen beide modellen was een tandemachteras voor de GAZ-AAA waarmee het laadvermogen werd verhoogd.

## Technische details
Het leeggewicht van de GAZ-AAA vrachtwagen was 2,5 ton; het laadvermogen in terrein was 1,5 ton en 2 ton op wegen. Van de zes wielen werden alleen de vier achterwielen aangedreven, 6 x 4. De motor was een 4 cilinder zijklep benzinemotor met een cilinderinhoud van 3.285cc. Het vermogen was 50 pk bij 2.800 toeren per minuut.
Personenauto's:
GAZ-A ·
GAZ-M1 ·
GAZ-M415 ·
GAZ 12 ZIM ·
GAZ-13 Tsjaika ·
GAZ-14 Tsjaika ·
GAZ M20 Pobeda ·
GAZ M21 Volga ·
GAZ-22 Volga ·
GAZ 24 Volga ·
GAZ 31 Volga ·
GAZ-3102 Volga ·
GAZ-3110 Volga ·
GAZ-31105 Volga ·
GAZ-61 ·
GAZ-64 ·
GAZ-67 ·
GAZ-69 ·
GAZ-M72 ·
GAZ Volga Siber

Bestelauto's:
GAZelle ·
GAZelle-Business ·
GAZelle NEXT

Vrachtauto's:
GAZ-AA ·
GAZ-4 · 
GAZ-AAA ·
GAZ-MM ·
GAZ-21 ·
GAZ-S1 ·
GAZ-410 ·
GAZ-42 ·
GAZ-44 ·
GAZ-51 ·
GAZ-93 ·
GAZ-52 ·
GAZ-53 ·
GAZ-55 ·
GAZ-56 ·
GAZ-60 ·
GAZ-62 ·
GAZ-63 ·
GAZ-65 ·
GAZ-66 ·
GAZ-3307 ·
GAZ-3308 Sadko ·
GAZ-3309 ·
GAZ-3310 Waldai ·
GAZon NEXT ·
Sadko NEXT

Autobussen:
GAZ-03-30 ·
GAZ-05-193 ·
GZA-651 ·
GAZelle City

Militaire voertuigen:
BA-3/6 ·
BA-64 ·
BA-10 ·
BA-20 ·
BRDM-1 ·
BRDM-2 ·
BTR-40 ·
BTR-60 ·
BTR-70 ·
BTR-80 ·
BTR-90 ·
GAZ-46 ·
GAZ-2330 ·
GAZ-2975 Tigr ·
GAZ-34039 ·
GAZ-3409 ·
GAZ-3937 ·
GAZ-5903 ·
GT-S ·
GT-SM ·
SU-76 ·
T-38 ·
T-60 ·
T-70 ·
T-80 ·
GAZ-3344 ·
GAZ-3351 ·
VPK-3927 Wolk